# The Edge of Heaven (Wham!)
The Edge of Heaven is een nummer van het Britse popduo Wham!. Het is de vierde single van hun derde en laatste studioalbum Music from the Edge of Heaven uit 1986. Op 9 juni van dat jaar werd het nummer wereldwijd op single uitgebracht.

## Achtergrond
De plaat wordt door sommigen wel gezien als Wham's afscheidssingle, aangezien George Michael en Andrew Ridgeley na het uitbrengen van het album Music from the Edge of Heaven uit elkaar gingen. "The Edge of Heaven" werd een wereldwijde hit.
In Wham's thuisland het Verenigd Koninkrijk bereikte de plaat de nummer 1-positie in de UK Singles Chart en ook in Ierland en de Eurochart Hot 100 werd de nummer 1-positie bereikt. In Australië, IJsland en Noorwegen de 2e, Duitsland, Zwitserland en Bolivia de 4e, Oostenrijk, Zweden, de VS en Canada de 10e en Frankrijk de 22e positie. 
In Nederland was de plaat op vrijdag 13 juni 1986 Veronica Alarmschijf op Radio 3 en werd een gigantische hit in de destijds twee landelijke hitlijsten op de nationale publieke popzender. De plaat bereikte de nummer 1-positie in zowel de Nederlandse Top 40 als de Nationale Hitparade. In de Europese hitlijst op Radio 3, de TROS Europarade, werd eveneens de numner 1 positie behaald. 
In België bereikte de plaat de nummer 1-positie in zowel de voorloper van de Vlaamse Ultratop 50 als de Vlaamse Radio 2 Top 30. In Wallonië werd géén notering behaald.

## Hitnoteringen

### Nederlandse Top 40
| Hitnotering: 21-06-1986 t/m 13-09-1986 | Hitnotering: 21-06-1986 t/m 13-09-1986 | Hitnotering: 21-06-1986 t/m 13-09-1986 | Hitnotering: 21-06-1986 t/m 13-09-1986 | Hitnotering: 21-06-1986 t/m 13-09-1986 | Hitnotering: 21-06-1986 t/m 13-09-1986 | Hitnotering: 21-06-1986 t/m 13-09-1986 | Hitnotering: 21-06-1986 t/m 13-09-1986 | Hitnotering: 21-06-1986 t/m 13-09-1986 | Hitnotering: 21-06-1986 t/m 13-09-1986 | Hitnotering: 21-06-1986 t/m 13-09-1986 | Hitnotering: 21-06-1986 t/m 13-09-1986 | Hitnotering: 21-06-1986 t/m 13-09-1986 | Hitnotering: 21-06-1986 t/m 13-09-1986 | Hitnotering: 21-06-1986 t/m 13-09-1986 |
| Week                                   | 1                                      | 2                                      | 3                                      | 4                                      | 5                                      | 6                                      | 7                                      | 8                                      | 9                                      | 10                                     | 11                                     | 12                                     | 13                                     |                                        |
| -------------------------------------- | -------------------------------------- | -------------------------------------- | -------------------------------------- | -------------------------------------- | -------------------------------------- | -------------------------------------- | -------------------------------------- | -------------------------------------- | -------------------------------------- | -------------------------------------- | -------------------------------------- | -------------------------------------- | -------------------------------------- | -------------------------------------- |
| Positie                                | 26                                     | 11                                     | 4                                      | 1                                      | 1                                      | 1                                      | 3                                      | 4                                      | 6                                      | 9                                      | 15                                     | 20                                     | 32                                     | uit                                    |

### Nationale Hitparade
| Hitnotering: 21-06-1986 t/m 06-09-1986 | Hitnotering: 21-06-1986 t/m 06-09-1986 | Hitnotering: 21-06-1986 t/m 06-09-1986 | Hitnotering: 21-06-1986 t/m 06-09-1986 | Hitnotering: 21-06-1986 t/m 06-09-1986 | Hitnotering: 21-06-1986 t/m 06-09-1986 | Hitnotering: 21-06-1986 t/m 06-09-1986 | Hitnotering: 21-06-1986 t/m 06-09-1986 | Hitnotering: 21-06-1986 t/m 06-09-1986 | Hitnotering: 21-06-1986 t/m 06-09-1986 | Hitnotering: 21-06-1986 t/m 06-09-1986 | Hitnotering: 21-06-1986 t/m 06-09-1986 | Hitnotering: 21-06-1986 t/m 06-09-1986 | Hitnotering: 21-06-1986 t/m 06-09-1986 |
| Week                                   | 1                                      | 2                                      | 3                                      | 4                                      | 5                                      | 6                                      | 7                                      | 8                                      | 9                                      | 10                                     | 11                                     | 12                                     |                                        |
| -------------------------------------- | -------------------------------------- | -------------------------------------- | -------------------------------------- | -------------------------------------- | -------------------------------------- | -------------------------------------- | -------------------------------------- | -------------------------------------- | -------------------------------------- | -------------------------------------- | -------------------------------------- | -------------------------------------- | -------------------------------------- |
| Positie                                | 1                                      | 1                                      | 1                                      | 3                                      | 2                                      | 2                                      | 4                                      | 7                                      | 14                                     | 20                                     | 30                                     | 48                                     | uit                                    |

### TROS Europarade
Hitnotering: 28-06-1986 t/m 04-10-1986. Hoogste notering: #1 (2 weken).